# 安东尼·让让
安东尼·让让（法語：Anthony Jeanjean，1998年6月13日—），法国男子自行车运动员，2023年欧洲运动会男子自由式小轮车银牌得主、2024年夏季奥林匹克运动会男子自由式小轮车铜牌得主。